# Jeanne Belhomme
Jeanne Belhomme (d. fl. 1745), was een Franse actrice en theaterdirecteur. Zij was mededirecteur van de koninklijke Muntschouwburg van 1743 tot 1745. Deze positie deelde zij met Charles Plante.
Jeanne Belhomme was gekend als Demoiselle Belhomme. Ze begon haar loopbaan aan de Muntschouwburg als een actrice. Tijdens de jaren 1730 bedroeg haar loon zo’n 800 dollar, wat erop wijst dat zij deel uitmaakte van de acteurselite van dit theater. Toen de toenmalige directeur Joseph Uriot ontslag nam in 1743, namen Belhomme en Charles Plante deze positie over. Dit gebeurde tijdens een onstabiele periode binnen het theater, waardoor maar weinig directeurs erin slaagden om hun positie voor langere tijd te behouden. Belhomme en Plante gaven hun positie door aan Nicolo Grimaldi.